# Lorentztransformatie
De lorentztransformatie, genoemd naar zijn bedenker, de Nederlandse natuurkundige Hendrik Antoon Lorentz, beschrijft de overgang van de ene ruimtetijd naar een andere die met een constante snelheid ten opzichte van de eerste beweegt. De lorentztransformatie geeft het verband tussen de ruimte- en tijdcoördinaten van de beide stelsels. De lorentztransformatie vormt de basis van de speciale relativiteitstheorie. Deze theorie werd geponeerd om de tegenstrijdigheden tussen de theorieën van elektromagnetisme en klassieke mechanica uit de wereld te helpen.

## Definitie
In de eenvoudigste vorm beweegt het stelsel S' met de coördinaten {\displaystyle x',y',z'} voor de positie en {\displaystyle t'} voor de tijd, zich met constante snelheid {\displaystyle v} in de positieve {\displaystyle x}-richting van het stelsel S dat beschreven wordt door de coördinaten {\displaystyle x,y,z} voor de positie en {\displaystyle t} voor de tijd. De lorentztransformatie geeft het verband tussen beide stelsels:
{\displaystyle x'=\gamma (x-vt)}
{\displaystyle y'=y}
{\displaystyle z'=z}
{\displaystyle t'=\gamma \left(t-{\frac {vx}{c^{2}}}\right)}
met {\displaystyle c} de lichtsnelheid en
{\displaystyle \gamma ={\frac {1}{\sqrt {1-({\frac {v}{c}})^{2}}}}}
de zogeheten lorentzfactor.
Soms kiest men als tijdcoördinaat {\displaystyle \tau =ct}, de afstand die het licht in vacuüm aflegt in de tijd {\displaystyle t}. De formules voor de lorentztransformatie krijgen dan de vorm:
{\displaystyle x'=\gamma (x-\beta \tau )}
{\displaystyle y'=y}
{\displaystyle z'=z}
{\displaystyle \tau '=\gamma (\tau -\beta x)}
waarin: 
{\displaystyle \beta ={\frac {v}{c}}}
de verhouding tussen snelheid en lichtsnelheid is. De lorentzfactor kan dan geschreven worden als:
{\displaystyle \gamma ={\frac {1}{\sqrt {1-\beta ^{2}}}}}
Situaties waarin de snelheid een andere richting heeft, kunnen gemakkelijk uit dit speciale geval afgeleid worden.
De zo gedefinieerde lorentztransformaties worden wel speciale lorentztransformaties genoemd. Het zijn deze transformaties die ten grondslag liggen aan de speciale relativiteitstherie.

## Lorentzinvariantie
Een eigenschap of grootheid die niet verandert onder een lorentztransformatie heet lorentzinvariant. Onder de bovengenoemde vorm van de lorentztransformatie geldt bijvoorbeeld:
{\displaystyle \tau '^{2}-x'^{2}=\gamma ^{2}(\tau -\beta x)^{2}-\gamma ^{2}(x-\beta \tau )^{2}=}
{\displaystyle ={\frac {{\big (}(\tau -\beta x)+(x-\beta \tau ){\big )}{\big (}(\tau -\beta x)-(x-\beta \tau ){\big )}}{1-\beta ^{2}}}=}
{\displaystyle ={\frac {(1-\beta )(\tau +x)(1+\beta )(\tau -x)}{1-\beta ^{2}}}=\tau ^{2}-x^{2}}
De grootheid {\displaystyle \tau ^{2}-x^{2}} is dus lorentzinvariant.
In een natuurkundige situatie wordt een lorentzinvariante eigenschap in alle inertiaalstelsels waargenomen met dezelfde waarde. Lorentzinvariant zijn bijvoorbeeld de lichtsnelheid, de massa, de elektrische lading, het deeltjesaantal.
Verder geldt dat als elke oplossing voor een bewegingsvergelijking een oplossing van diezelfde vergelijking blijft na lorentztransformatie, dat deze vergelijking lorentzinvariant is. Alle fundamentele vergelijkingen in de natuurkunde zijn lorentzinvariant, inclusief de maxwellvergelijkingen van het elektromagnetisme. Dat wil zeggen dat dezelfde vergelijkingen kunnen worden gebruikt om de natuurkunde te beschrijven vanuit elk willekeurig gekozen inertiaalstelsel.

## Algemene lorentztransformatie
Onder de bovengedefinieerde speciale lorentztransformatie is de grootheid {\displaystyle \tau ^{2}-x^{2}} invariant. Niet moeilijk is in te zien dat ook:
{\displaystyle s^{2}=\tau ^{2}-x^{2}-y^{2}-z^{2}}
invariant is.
Deze eigenschap geldt ook voor andere speciale lorentztransformaties. Er zijn echter ook andere lineaire transformaties van de vierdimensionale ruimtetijd die deze eigenschap bezitten, dus de grootheid {\displaystyle s^{2}} invariant laten. Al deze transformaties worden lorentztransformaties genoemd. Zij vormen een groep: de lorentz-groep.

## Contractie
Een van de eigenschappen van de tijdruimte die uit de lorentztransformatie volgt is de lorentzcontractie: het verschijnsel dat een bewegend voorwerp in de bewegingsrichting korter lijkt dan in rust, terwijl vanuit het standpunt van het bewegende voorwerp de afgelegde weg korter is.  De contractie speelt pas een rol van betekenis bij snelheden die dicht bij de lichtsnelheid liggen. Dit effect wordt onder andere gebruikt in een undulator op een synchrotron.
Lorentzcontractie wordt ook wel Lorentz-FitzGeraldcontractie genoemd, aangezien de Ierse natuurkundige George FitzGerald onafhankelijk van Lorentz dezelfde contractie had voorgesteld.

## Geschiedenis
Lorentz ontdekte in 1900 dat de later naar hem genoemde transformatie de Maxwellvergelijkingen onveranderd laat (maar de Duitse natuurkundige Woldemar Voigt vond ze al eerder). Albert Einstein ontwikkelde later de speciale relativiteitstheorie, die hierop gebaseerd is.

## De lorentz-groep
De lorentztransformaties (de coördinatentransformaties van de minkowski-ruimtetijd met lorentzinvariantie die de oorsprong (0,0,0,0) in zichzelf overvoeren, dus inclusief rotaties en alle richtingen van v) vormen de zogenoemde lorentz-groep.
Deze vormt daarmee het alternatief voor de verzameling van galileitransformaties uit de klassieke mechanica die de oorsprong (0,0,0,0) in zichzelf overvoeren (dus de ruimtelijke oorsprong in zichzelf overvoeren en de absolute tijd niet veranderen), die ook een groep vormt.

## Eén ruimtedimensie
De lorentztransformatie wordt afgeleid door transformaties te zoeken waarin de lichtsnelheid invariant is. Over het algemeen wordt hierbij uitgegaan van twee dimensies: de x-coördinaat en de tijd. Als men uitgaat van een lineaire transformatie, dan is die in de meest algemene vorm te schrijven als:
{\displaystyle x'=px+qt}
{\displaystyle t'=rx+st}
Hierin zijn {\displaystyle x} en {\displaystyle t} in het laboratoriumstelsel S, en {\displaystyle x'} en {\displaystyle t'} in het waarnemerstelsel S’, dat met een snelheid {\displaystyle v} beweegt ten opzichte van S. De grootheden {\displaystyle p,\,q,\,r} en {\displaystyle s} zijn nog te bepalen functies van die snelheid.
Een lichtstraal wordt in S beschreven door:
{\displaystyle x=ct}
In S' heeft deze ook de lichtsnelheid en wordt dus beschreven door: 
{\displaystyle x'=ct'}
Hetzelfde geldt voor een lichtstraal in de andere richting:
{\displaystyle x=-ct}
en
{\displaystyle x'=-ct'}
Dit levert de volgende vergelijkingen:
{\displaystyle x'=pct+qt=ct'=c(rct+st)=rc^{2}t+sct}
en 
{\displaystyle -pct+qt=-c(-rct+st)=rc^{2}t-sct}
Door deze te combineren vindt men eenvoudig {\displaystyle q=rc^{2}} en {\displaystyle p=s}. De transformatie wordt vereenvoudigd tot:
{\displaystyle x'=sx+rc^{2}t}
{\displaystyle t'=rx+st}
Beschouw nu de oorsprong van S'. Deze wordt beschreven door 
{\displaystyle x=vt},
maar ook door
{\displaystyle x'=0},
zodat:
{\displaystyle x'=svt+rc^{2}t=0}
Hieruit volgt 
{\displaystyle r=-v/c^{2}s}
en dus:
{\displaystyle x'=s(v)(x-vt)}
en
{\displaystyle t'=s(v)(-vx/c^{2}+t)}
Nu rest alleen nog het bepalen van de functie {\displaystyle s(v)}. Beschouw hiervoor een derde stelsel S” dat ten opzichte van S’ beweegt met snelheid {\displaystyle -v}. Er volgt een transformatie van S naar S”:
{\displaystyle x''=s(v')(x'-v't')=s(-v)(x'+vt')=}
{\displaystyle =s(-v)s(v)((x-vt)+v(-vx/c^{2}+t))=s(v)^{2}(1-(v/c)^{2})x}
{\displaystyle t''=s(v')(-v'x'/c^{2}+t')=s(-v)(vx'/c^{2}+t')=}
{\displaystyle =s(-v)s(v)(v(x-vt)/c^{2}+(-vx/c^{2}+t))=s(v)^{2}(1-(v/c)^{2})t}
Hierbij is gebruikt dat vanwege symmetrie: {\displaystyle s(-v)=s(v)}. Voor kwalitatieve veranderingen maakt het immers niet uit welke kant men op beweegt. Er volgt direct dat S en S” niet ten opzichte van elkaar bewegen, zodat S” hetzelfde stelsel moet zijn als S met: {\displaystyle x''=x} en {\displaystyle t''=t}. Daarmee vindt men uiteindelijk:
{\displaystyle s(v)={\frac {1}{\sqrt {1-(v/c)^{2}}}}}
Hiermee is de lorentztransformatie in één dimensie afgeleid, dat wil zeggen voor de plaatscoördinaat in de richting van {\displaystyle v}. Om aan te tonen dat alleen een lineaire transformatie mogelijk is, of om de transformatie van richtingen loodrecht op {\displaystyle v} (hier {\displaystyle y} en {\displaystyle z}) af te leiden, heeft men een iets uitgebreidere analyse nodig.

## Twee of drie ruimtedimensies
In veel afleidingen van de lorentztransformatie, wordt de transformatie van {\displaystyle y} en {\displaystyle z} (de coördinaten loodrecht op de beweging van de waarnemer) afgedaan als triviaal omdat zij in ieder stelsel dezelfde waarde hebben.
Inderdaad is het voldoende om te controleren dat de lichtsnelheid bij een gegeven transformatie invariant is (bijvoorbeeld met snelheidstransformatie) om deze te kunnen gebruiken in de relativiteitstheorie.
Toch is het de vraag of de transformaties waarbij {\displaystyle y} en {\displaystyle z} niet transformeren de enige mogelijkheid zijn. Om dit enigszins te onderzoeken kan men een lichtstraal beschouwen die in stelsel S wordt uitgezonden vanaf de ruimtetijd-oorsprong, in een willekeurige richting. Zo'n lichtstraal kan op tijd {\displaystyle t=t_{1}} de positie {\displaystyle x=x_{1},\,y=y_{1},\,} bereiken, waarbij {\displaystyle x_{1}^{2}+y_{1}^{2}=(ct_{1})^{2}}.
Volgens de lorentztransformatie zou de lichtstraal in een stelsel S’ vanuit de oorsprong op tijd {\displaystyle t_{1}'=\gamma (t_{1}-ux_{1}/c^{2})} de positie {\displaystyle x_{1}'=\gamma (x_{1}-ut_{1}),\,y_{1}'=y_{1}} bereiken. Wij controleren de afstand:
{\displaystyle {\sqrt {(\gamma (x_{1}-ut_{1}))^{2}+y_{1}^{2}}}=\gamma {\sqrt {(x_{1}-ut_{1})^{2}+(1-(u/c)^{2})((ct_{1})^{2}-x_{1}^{2})}}=}
{\displaystyle =\gamma {\sqrt {(ct_{1})^{2}+(ux_{1}/c)^{2}-2x_{1}ut_{1}}}=\gamma {\sqrt {(ct_{1}-ux_{1}/c)^{2}}}=ct_{1}'}
De gegeven tijd klopt dus ook in stelsel S’ met de afstand. Bij een derde ruimtedimensie wordt {\displaystyle y_{1}^{2}} alleen maar vervangen door {\displaystyle y_{1}^{2}+z_{1}^{2}}, waarmee eenvoudig is te zien dat het dan ook klopt. Hiermee is geenszins bewezen dat de gegeven lorentztransformatie de enige mogelijke is, maar wel dat het waarschijnlijk is dat alleen transformaties mogelijk zijn waarbij voor de y- en de z-as geen contractie optreedt.